# هنریتا اونودی
هنریتا اونودی (به انگلیسی: Henrietta Ónodi) ژیمناست زادهٔ ۲۲ مهٔ ۱۹۷۴ میلادی اهل کشور مجارستان است.